# Kolonia Boże Dary
Kolonia Boże Dary (Boże Dary; niem. Kolonie Boerschächte lub Böerschächte) – część Katowic, położona w południowym rejonie dzielnicy Kostuchna, wzdłuż ulicy Tadeusza Boya-Żeleńskiego, powstała jako osiedle patronackie dla robotników i urzędników kopalni „Böer” („Boże Dary”). 
Pierwsza zabudowa Bożych Darów została wzniesiona w na początku XX wieku, a wraz z nią wybudowano obiekty użyteczności publicznej, w tym szkołę i gospodę, a także sporych rozmiarów dom noclegowy dla samotnych górników. Obszar kolonii zmieniał się z biegiem czasu, a także została ona częściowo wyburzona w latach 70. XX wieku pod nowe budownictwo mieszkaniowe. W 2005 roku w kopalni „Boże Dary” zakończono wydobycie węgla kamiennego. 

## Geografia

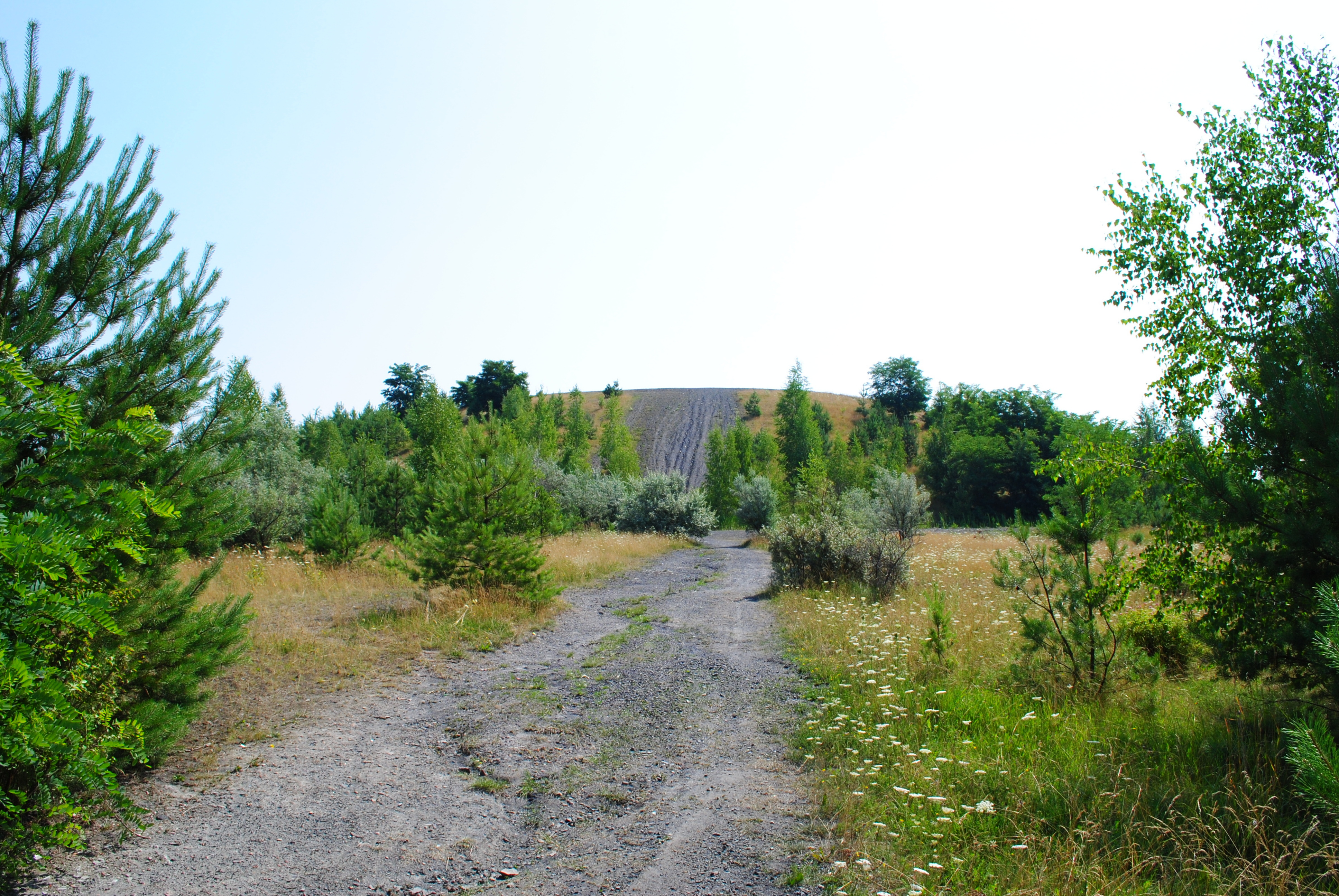
Hałda w Kostuchnie widziana od strony zachodniej

Kolonia Boże Dary graniczy od północy z resztą Kostuchny (tzw. Górka), natomiast z pozostałych trzech stron jest otoczona przez lasy, z czego dalej na wschód od kolonii znajduje się osada Siągarnia oraz rezerwat przyrody „Las Murckowski”, na południe tyska część miasta Czułów, zaś na zachód katowicka dzielnica Podlesie. Kolonia położona jest w mezoregionie Wyżyna Katowicka (341.13), na obszarze Płaskowyżu Katowickiego zbudowanego z utworów karbońskich. Pod utworami powierzchniowymi, znaczną część Bożych Darów stanowią utwory karbońskie, zaś wschodnią plejstoceńskie gliny zwałowe oraz utwory glacjalne i fluwioglacjalne. 
Obszar Bożych Darów znajduje się w zlewni kilku rowów, z czego na wschód od zabudowy przepływa Rów Zofia i Rów Murckowski, zaś na północny zachód od osiedla Rów Malownik. Są to dopływy Mlecznej. Do bardziej wartościowych obszarów leśnych w rejonie Bożych Darów należy buczyna pomiędzy Murckami a Kostuchną, stanowiące zbiorowisko leśne z wartościowym starodrzewem bukowym. Na północ od zlikwidowanej kopalni „Boże Dary” znajduje się zwałowisko o powierzchni około 25 hektarów. Było ono przez kopalnię podjęte rekultywacji m.in. poprzez nasadzenia krzewów i zasianie trawy. 

## Historia

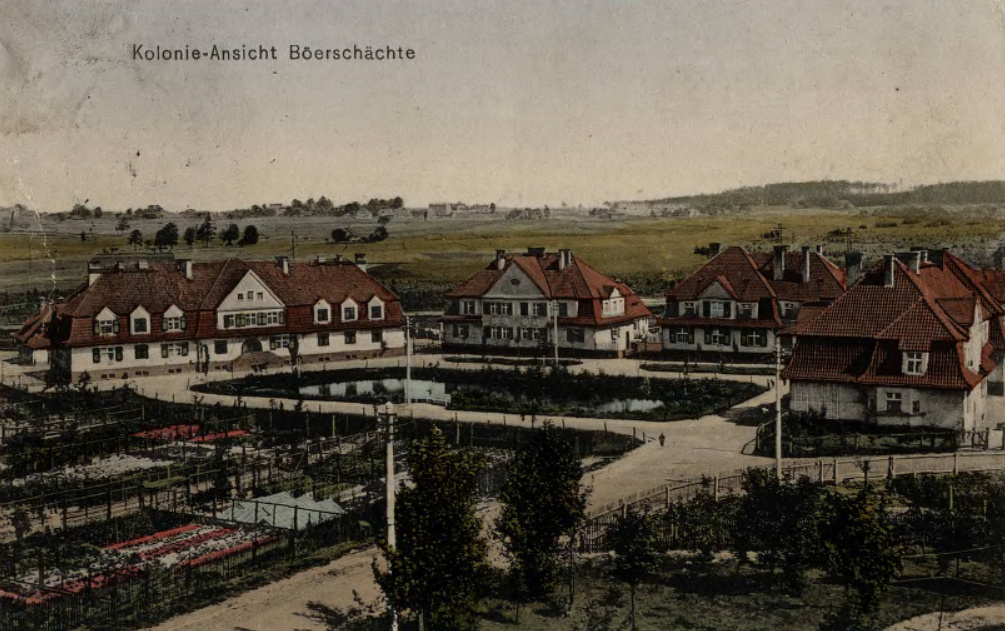
Kolonia Boże Dary około 1915 roku
(rejon dzisiejszego placu J. Filaka)

Początki kolonii Boże Dary związane są z powstałą w latach 1901–1903 kopalnią węgla kamiennego „Böer” (od 1937 roku „Boże Dary”), powstałą na terenie zwanym Dudowym Gajem. Przy kopalni powstało osiedle patronackie, a wraz z nim dom noclegowy oraz oddana do użytku 1 maja 1916 roku szkoła. W związku z powstaniem kolonii zmieniła się też struktura narodowościowa Kostuchny – pojawiła się ludność niemiecka, którą stanowił głównie dozór kopalni średniego i wyższego szczebla. Dnia 11 sierpnia 1919 roku w kopalni „Böer” („Boże Dary”) rozpoczął się strajk górników. W 1922 roku tereny kolonii Boże Dary włączono do Polski. W tym czasie zmieniono nazwę kopalni i kolonii na Börea, a głównej ulicy z Friedrichstrasse na ulicę Pawią.

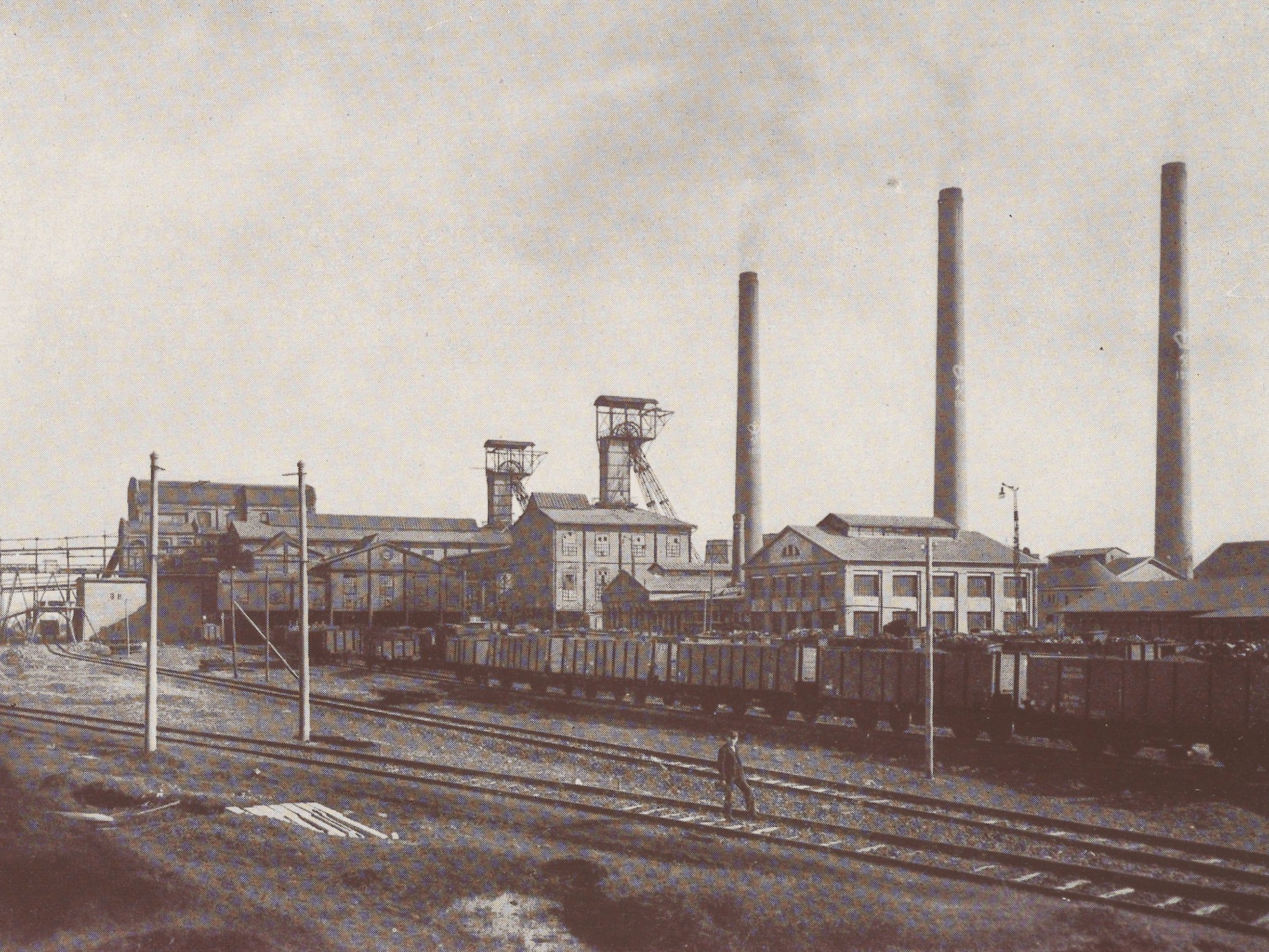
Kopalnia „Boże Dary” w 1929 roku

Kolonia podlegała bezpośredniej administracji księcia pszczyńskiego do 1923 roku, kiedy to kolonię Boże Dary o powierzchni 215 hektarów włączono do gminy Podlesie. W maju 1939 roku obszar kolonii zamieszkiwały 1 103 osoby, a na początku września tego samego roku teren kolonii Boże Dary został zajęty przez Niemcy, którzy rozpoczęli przemiany w administracji i szkolnictwie, a także zaczęto prześladować ludność polską. W dniu 25 września 1939 roku zmieniono nazwę kopalni na „Böerschachte”. Dnia 27 stycznia 1945 roku do Kostuchny wkroczyła Armia Czerwona – silniejszy punkt oporu Niemcy zorganizowali na przykopalnianej hałdzie. 
W 1954 roku po utworzeniu w Bożych Darach Osiedlowej Rady Narodowej kolonię włączono do Kostuchny, natomiast w dniu 27 maja 1975 roku Boże Dary włączono wraz z cała Kostuchną do Katowic. Rok później, 1 stycznia 1976 roku połączono kopalnię „Boże Dary” z kopalnią „Murcki”. Na początku lat 70. XX wieku w rejonie obecnego placu J. Filaka wyburzono osiedle domów z początku XX wieku, a w ich miejsce powstał kompleks składający się z czteropiętrowych bloków mieszkalnych. Jednocześnie zasypano staw oraz ograniczono obszary terenów zielonych. W 1980 roku w Bożych Darach mieszkało 2 610 osób. Dnia 30 czerwca 2015 roku Spółka Restrukturyzacji Kopalń nabyła Ruch „Boże Dary” kopalni „Murcki-Staszic”, a ze względu na brak opłacalności ekonomicznej przeznaczono go do likwidacji.

## Architektura i urbanistyka

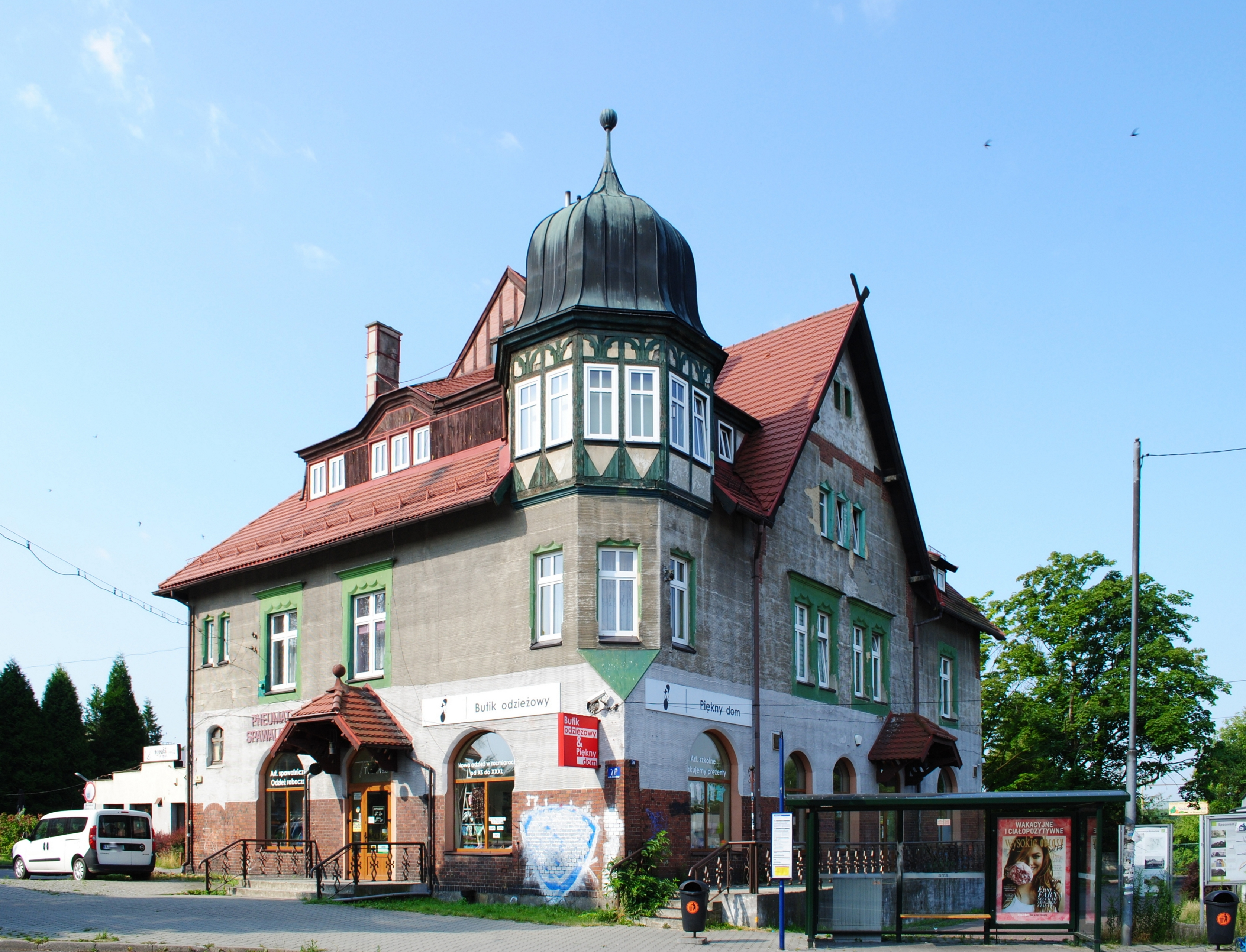
Willa mieszkalna przy ulicy T. Boya-Żeleńskiego 76

Kolonia Boże Dary powstała jako osiedle patronackie przy kopalni „Böer” („Boże Dary”) dla jej pracowników. Koncepcję osiedla zaprojektował główny inspektor budowlany księcia pszczyńskiego Alfred Malpricht. Do realizacji ostatecznie przeznaczono skromniejszy jej wariant, lecz zachowano spójny i funkcjonalny układ urbanistyczny w ramach w koncepcji miasta-ogrodu. Wybudowano bogate w detale architektoniczne budynki, a prócz domów mieszkalnych zapewniono dostęp do podstawowych usług, w tym do szkoły i gospody. Przy osiedlu wybudowano linię kolejową, a na wysokości osiedla stację kolejową z dworcem kolejowym, w którym ulokowano restaurację. Łącznie do 1928 roku na terenie kolonii Boże Dary na polecenie księcia pszczyńskiego wybudowano budynki mieszczące 39 mieszkań dla urzędników, 269 mieszkań robotniczych oraz dom noclegowy.
Dawny dom noclegowy dla samotnych górników przy ulicy T. Boya-Żeleńskiego 83 jest najbardziej okazałym budynkiem na terenie kolonii. Stanowi on siedzibę Miejskiego Domu Kultury „Południe” w Katowicach, a także znajdują się w nim lokale użytkowe oraz mieszkania. Swoją siedzibę w tym gmachu ma też Rada i Zarząd Dzielnicy nr 21 Kostuchna.
Zabudowa kolonii górniczej została objęta ochroną konserwatorską; są to następujące budynki:
- willa mieszkalna (ul. T. Boya-Żeleńskiego 76); wzniesiona w 1904 roku;
- willa mieszkalna (ul. T. Boya-Żeleńskiego 78); wzniesiona w 1904 roku;
- dom mieszkalny z budynkiem gospodarczym (ul. T. Boya-Żeleńskiego 80); wzniesiony w 1914 roku;
- dom mieszkalny z budynkami gospodarczymi (ul. T. Boya-Żeleńskiego 82); wzniesiony przed 1914 roku;
- dom noclegowy (ul. T. Boya-Żeleńskiego 83); wzniesiony w 1909; przebudowany w latach 1913−1921;
- dom mieszkalny z budynkiem gospodarczym (ul. T. Boya-Żeleńskiego 84); wzniesiony w 1910 roku;
- dom mieszkalny z budynkiem gospodarczym (ul. T. Boya-Żeleńskiego 86); wzniesiony około 1910 roku;
- dom mieszkalny z budynkiem gospodarczym (ul. T. Boya-Żeleńskiego 88); wzniesiony około 1910 roku.

Kolonia Boże Dary w 1929 roku
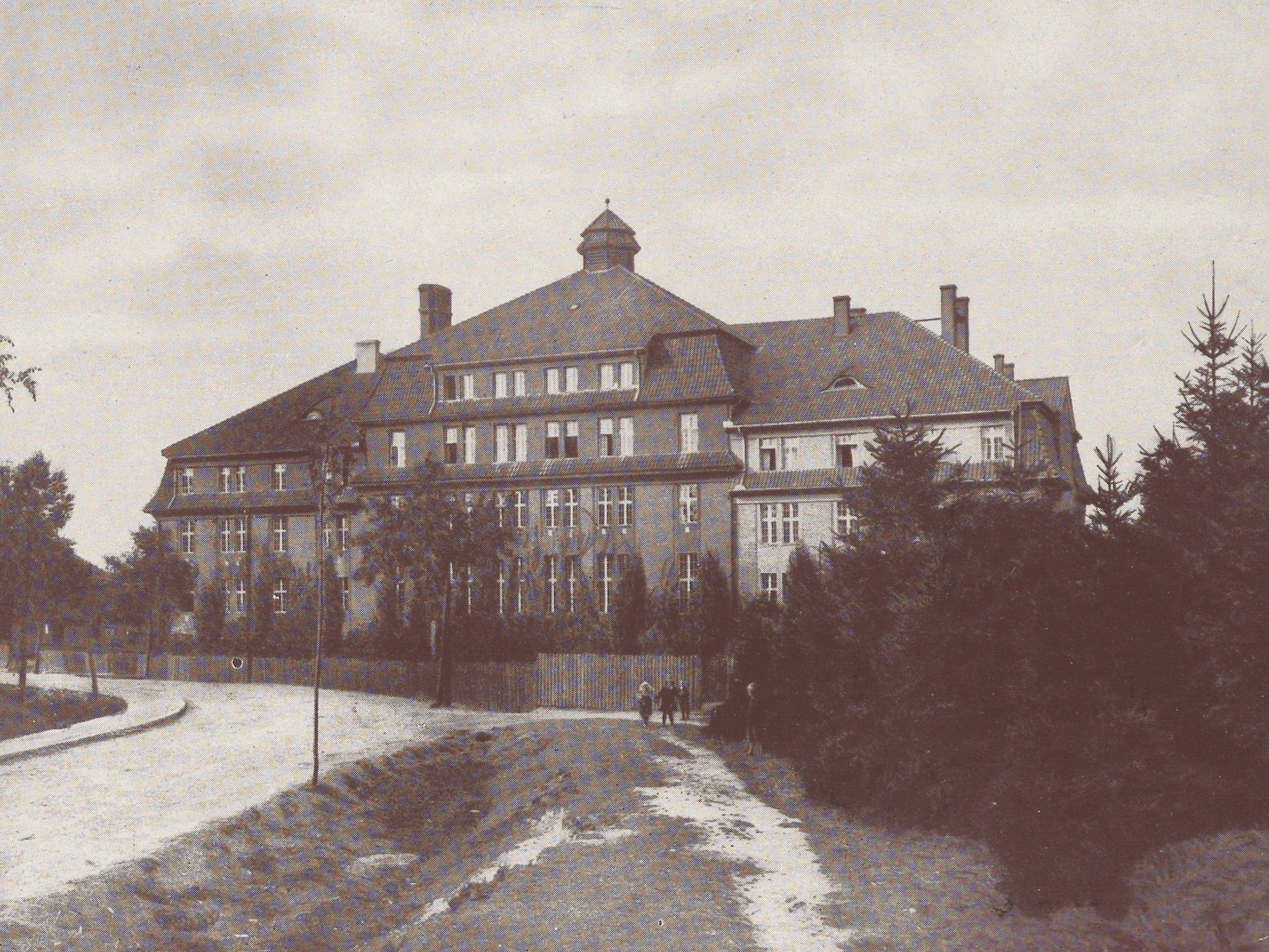
Dom noclegowy przy dzisiejszej ulicy T. Boya-Żeleńskiego 83
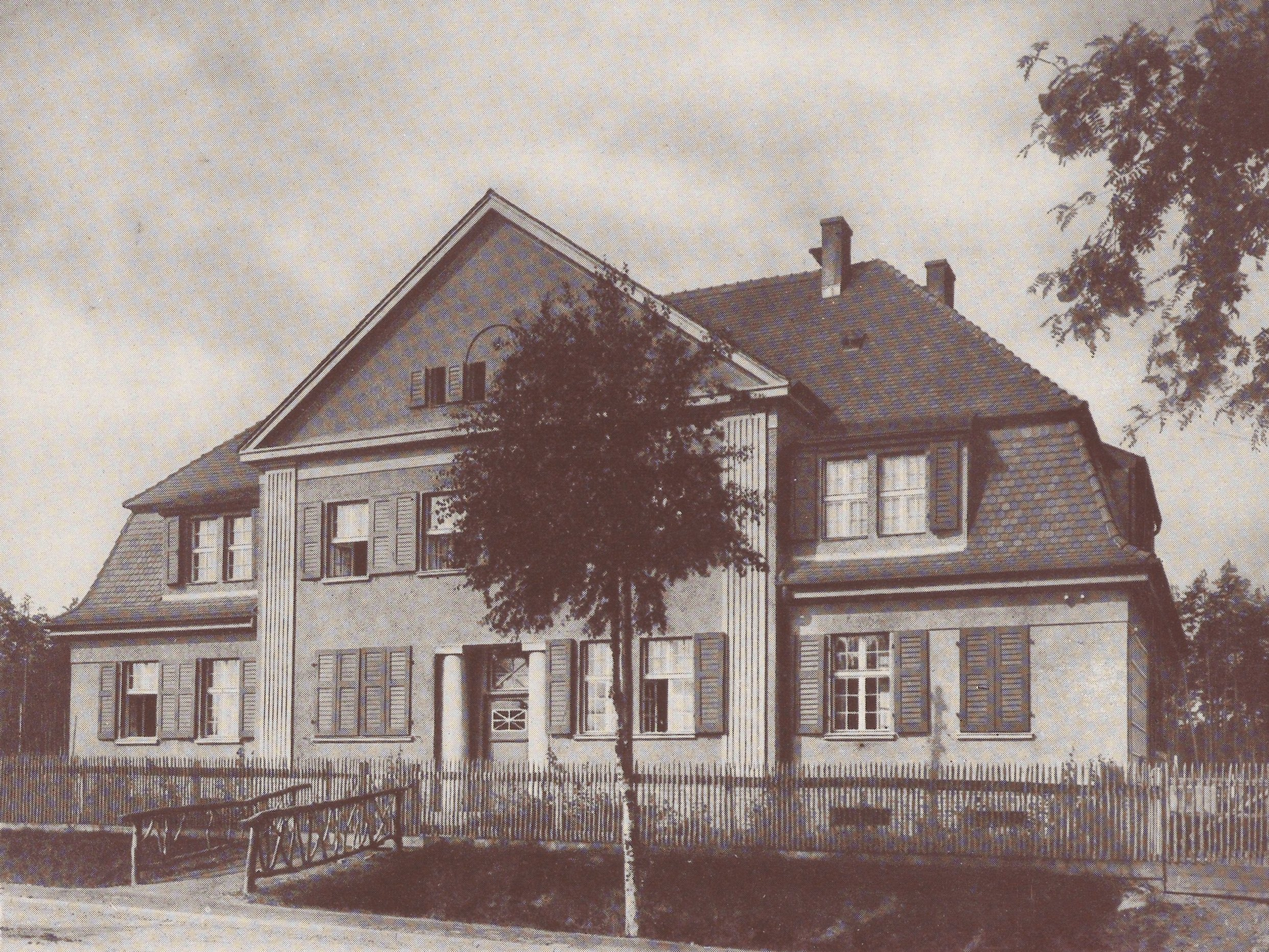
Dom dla urzędników kopalni „Böera” („Boże Dary”) przy dzisiejszej ulicy T. Boya-Żeleńskiego 88
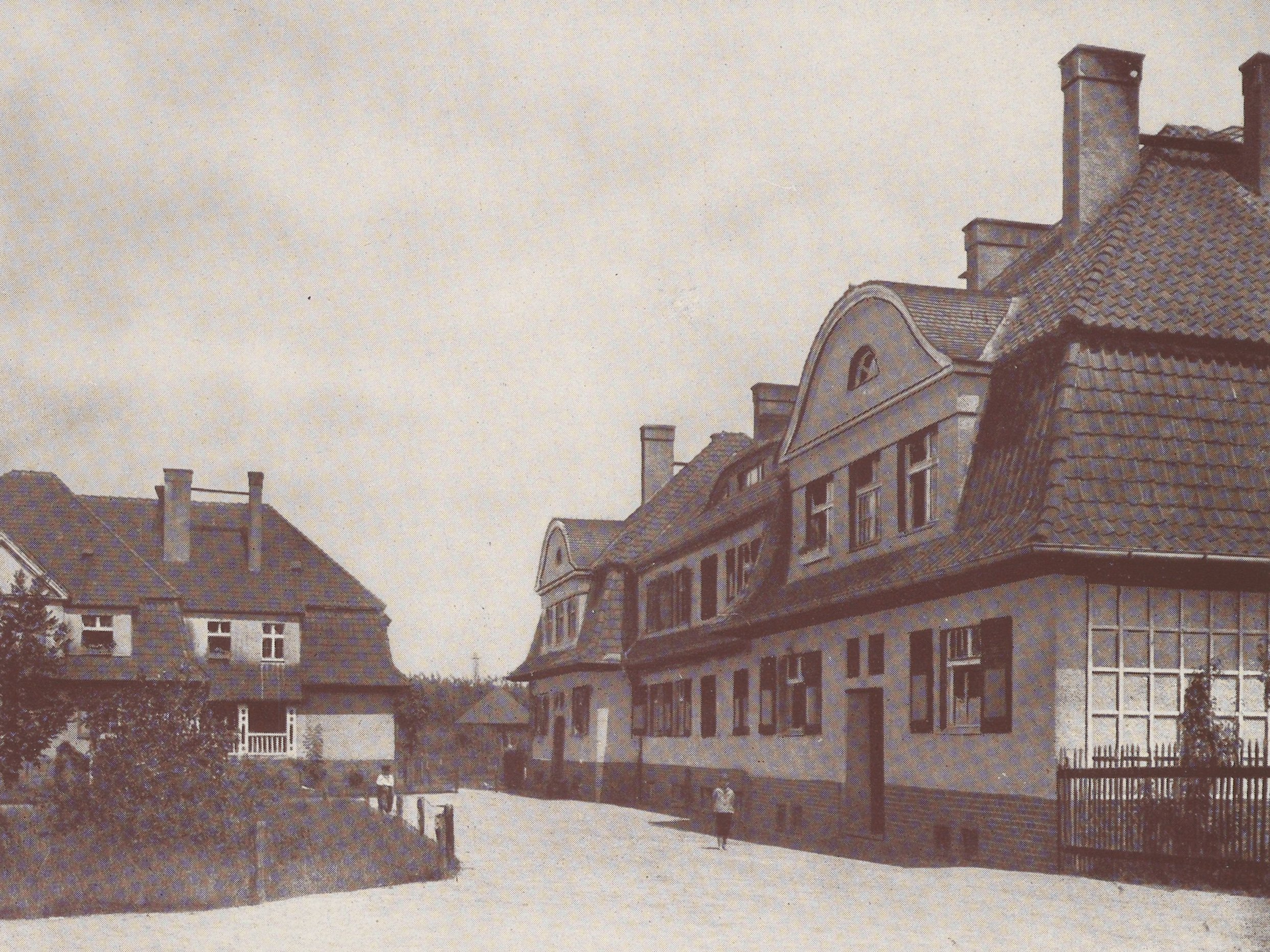
Nieistniejące obecnie domy przy dzisiejszym placu J. Filaka
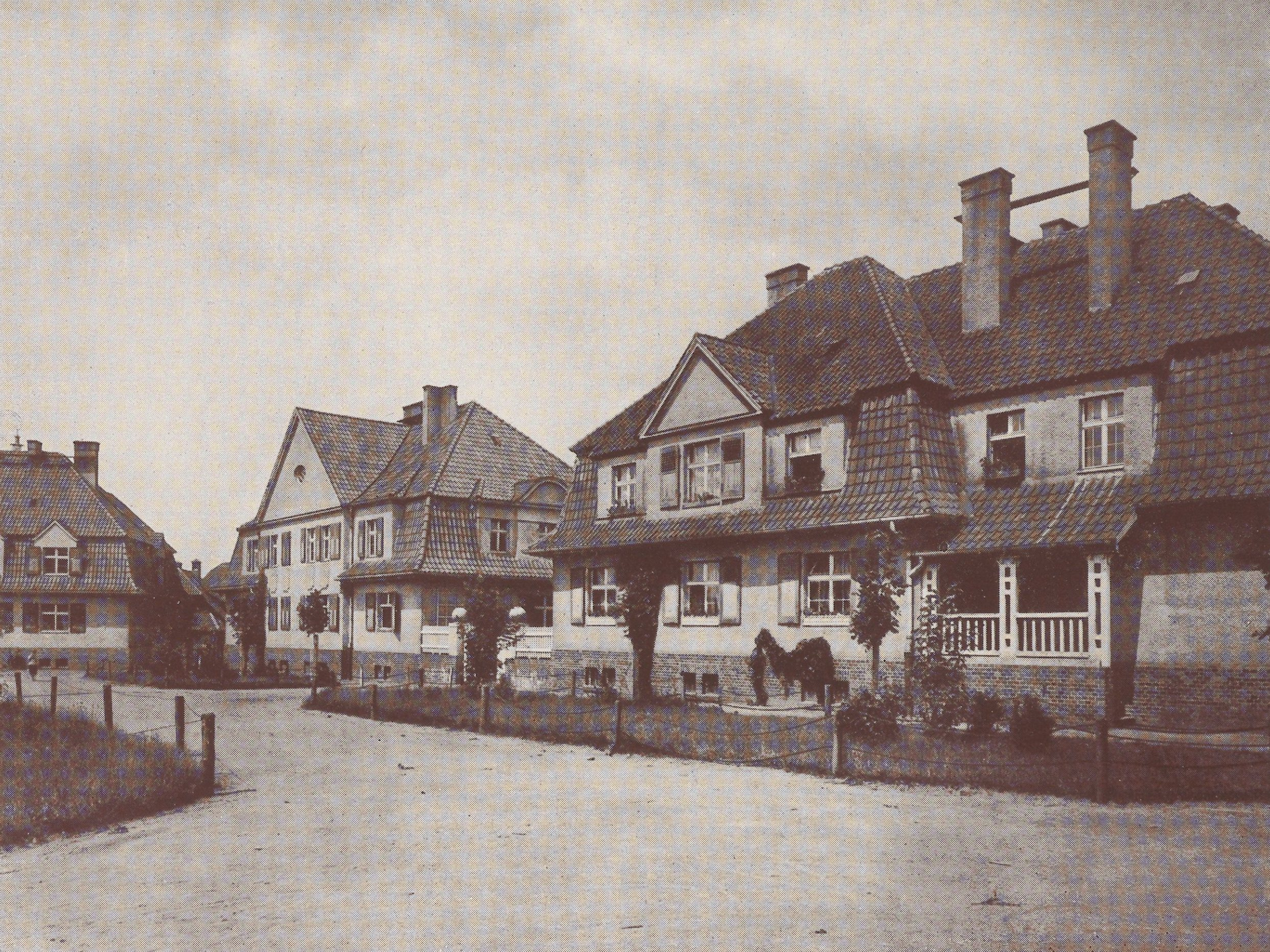
Nieistniejące obecnie domy przy dzisiejszym placu J. Filaka
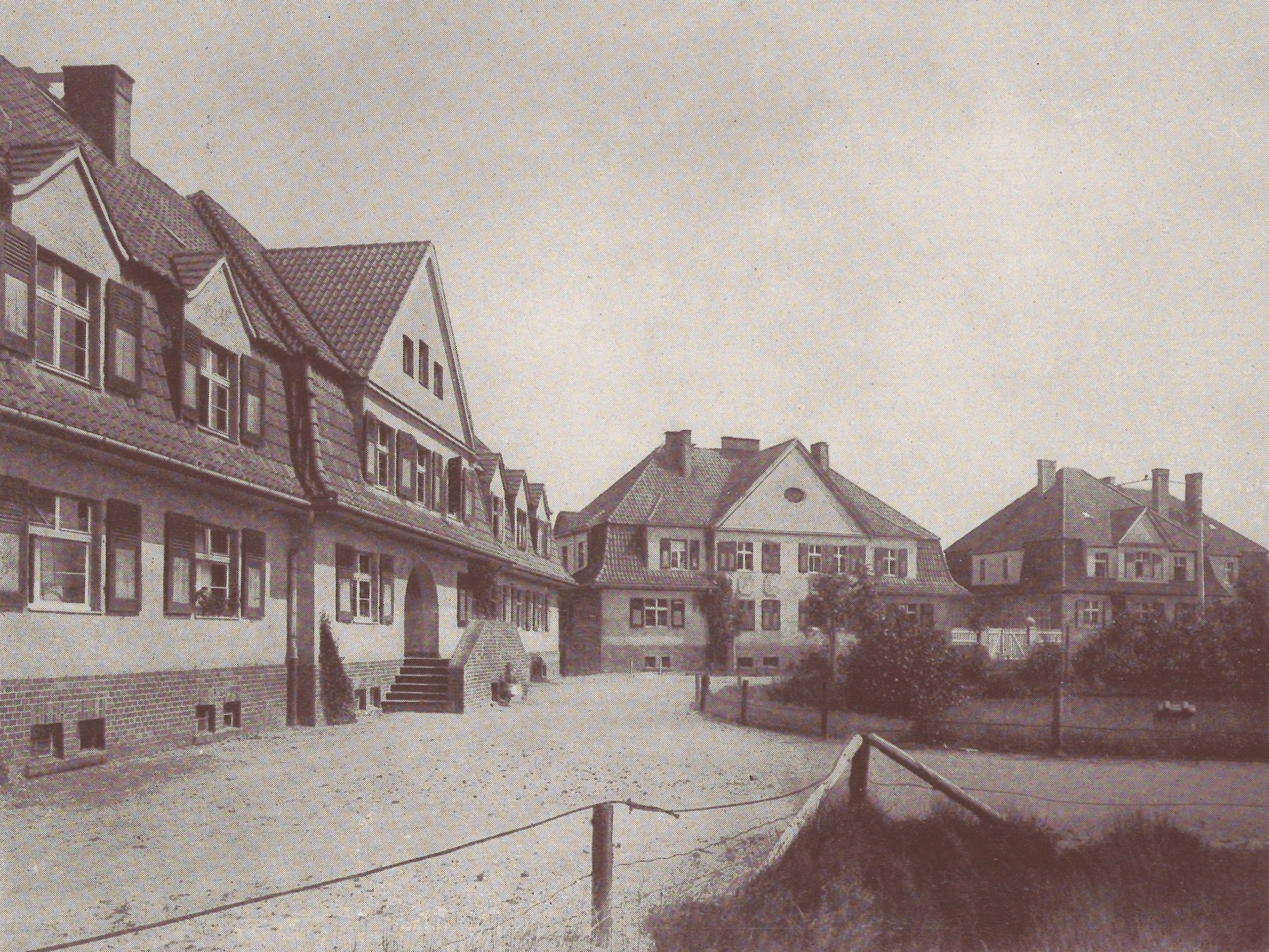
Nieistniejące obecnie domy przy dzisiejszym placu J. Filaka

## Gospodarka i transport

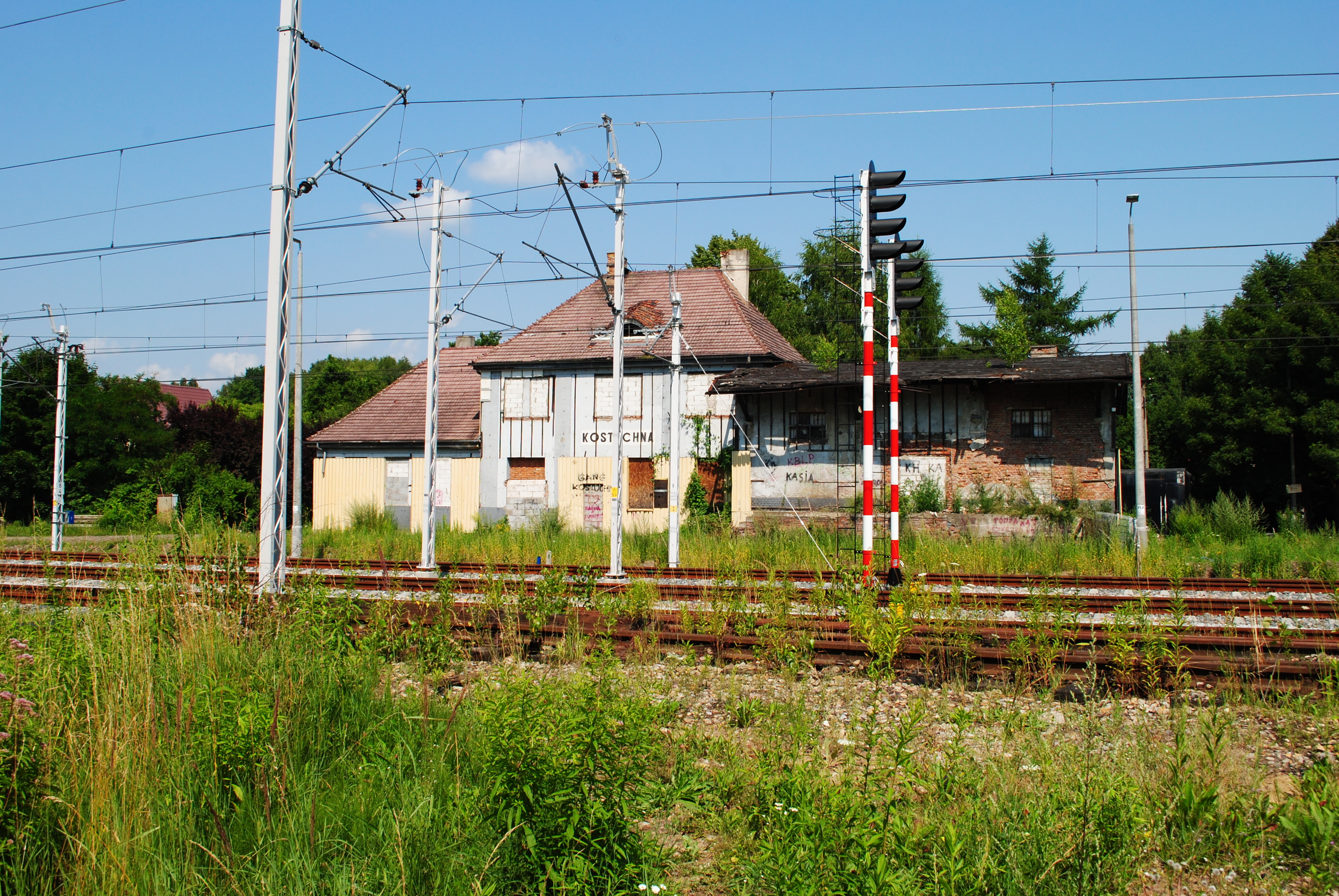
Dawny dworzec kolejowy na stacji kolejowej Katowice Kostuchna

Po zakończeniu wydobycia węgla kamiennego w ruchu „Boże Dary” w 2015 roku, na obszarze Bożych Darów pozostały jeszcze bądź powstały nowe zakłady prowadzące działalność w innych gałęziach gospodarki, znajdujące się głównie w rejonie likwidowanej kopalni. Wśród nich są: firma budowlana o specjalności instalacyjno-drogowej, zakład prowadzący roboty ziemne i wynajmujący sprzęt budowlany, oddział producenta systemów bezpieczeństwa w transporcie kolejowym, drukarnia, producent węży przemysłowych czy laboratorium badań środowiskowych.
Głównym ciągiem komunikacyjnym Bożych Darów jest ulica Tadeusza Boya-Żeleńskiego, łącząca od północy Boże Dary z resztą dzielnicy Kostuchna, natomiast od południa z drogą krajową nr 86 i dalej z Tychami. Jest to droga powiatowa o klasie drogi zbiorczej. Drogą tą poruszają się autobusy transportu miejskiego kursującego na zlecenie Zarządu Transportu Metropolitalnego (ZTM). W Bożych Darach znajdują się następujące przystanki: Kostuchna Osiedle, Kostuchna Kopalnia Murcki, Kostuchna Zakłady i Kostuchna Granica [nż]. Zatrzymuje się na niej pięć linii autobusowych, w tym jedna nocna i łączą one miejscowość z pozostałymi częściami Katowic oraz sąsiednimi miastami.
Północną stroną Bożych Darów biegnie używana przez pociągi towarowe linia kolejowa nr 142, a na niej znajduje się m.in. stacja Katowice Kostuchna. Powstanie linii związane jest za sprawą Towarzystwa Kolei Prawego Brzegu Odry, powstałego w 1868 roku. Linię kolejową łączącą Szopienice Północne i Dziedzice przez Murcki, Kostuchnę, Tychy i Pszczynę oddano do użytku 24 czerwca 1870 roku. Była to wówczas część linii łączącej Wrocław z Dziedzicami przez Tarnowskie Góry, Bytom, Siemianowice Śląskie, Murcki i Pszczynę. W latach 2018–2020 trwała przebudowa linii kolejowej nr 142 na całym odcinku Katowice Ligota – Tychy.

## Społeczeństwo

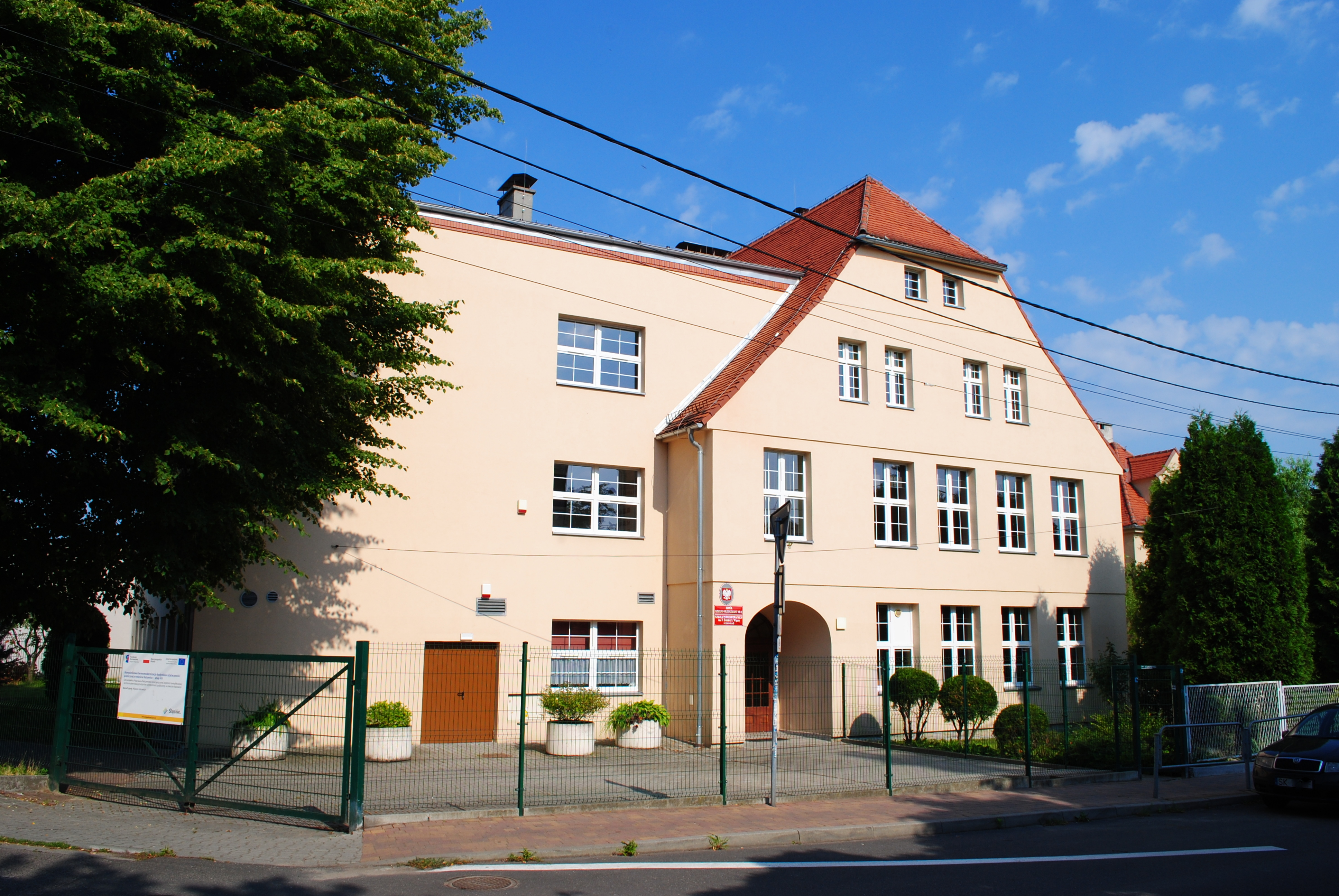
Gmach Szkoły Podstawowej nr 29 im. Żwirki i Wigury w Katowicach przy ul. K. Lepszego 2

Działalność edukacyjną w kolonii Boże Dary zainaugurowano 1 maja 1916 roku w nowo wybudowanej szkole, której koszt budowy wyniósł 80 tysięcy marek. Była to szkoła trzyklasowa, do której uczęszczało 157 uczniów. Pierwszym nauczycielem był Boczek z Wartogłowca. W dniu 1 października 1925 roku w kolonii utworzono szkołą dla mniejszości niemieckiej, w której rozpoczęło naukę 58 uczniów. W latach międzywojennych założono też ochronkę dla dzieci przy szkole, którą otwarto 2 października 1933 roku. Nową szkołę powszechną na terenie kolonii Boże Dary wybudowano w 1934 roku. W tym czasie do szkoły na terenie kolonii uczęszczało 316 dzieci. Według stanu z 2021 roku, w kolonii Boże Dary funkcjonuje Zespół Szkolno-Przedszkolny nr 10 w Katowicach, na który składa się Miejskie Przedszkole nr 41 z Oddziałami Integracyjnymi w Katowicach (ul. J. Koraszewskiego 6) oraz Szkoła Podstawowa nr 29 im. Żwirki i Wigury w Katowicach (ul. K. Lepszego 2). W 2021 roku do przedszkola uczęszczały 202 dzieci, zaś do szkoły podstawowej 226 uczniów.
W dniu 1 marca 1953 roku przy ulicy T. Boya-Żeleńskiego 96 otwarto budynek Zasadniczej Szkoły Górniczej. Przy niej, 1 września 1958 roku zainaugurowano działalność Szkoły Dokształcającej Zawodowej Głównych Warsztatów Naukowych. Dwa lata później otwarto przyzakładową Zasadniczą Szkołę Zawodową dla Pracujących, a w 1962 roku Technikum Górnicze. W 2021 roku przy ulicy T. Boya-Żeleńskiego 96 funkcjonuje Technikum Nr 15 im. Tomasza Klenczara w Katowicach. 
W 1922 roku przy kopalni „Börea” („Boże Dary”) powstała licząca 18 osób orkiestra muzyczna, zaś dwa lata później, w 1924 roku Towarzystwo Czytelni Ludowych założył w kolonii wypożyczalnię książek. Dnia 27 maja 1934 roku na boisku szkolnym odbył się zjazd chórów i szkolnych zespołów artystycznych. W czerwcu 1977 roku w wyniku połączenia kopalń „Murcki” i „Boże Dary” powstał wspólny klub sportowy MK Górnik Katowice. W 2012 roku powołano Uczniowski Klub Sportowy Murki Kostuchna Górnik Katowice, jako kontynuatora Klubu Sportowego MK Górnik Katowice. W MK Górniku Katowice prowadzona jest drużyna seniorów w piłce nożnej, która w sezonie 2020/2021 rozgrywała swoje mecze ligowe w klasie okręgowej. Siedziba klubu znajduje się w Murckach, natomiast stadion z 900 miejscami jest na terenie Bożych Darów, przy ulicy T. Boya-Żeleńskiego 98.